# هانس میلد
هانس میلد (انگلیسی: Hans Mild؛ ۳۱ ژوئیه ۱۹۳۴ – ۲۳ دسامبر ۲۰۰۷) بازیکن فوتبال، بازیکن هاکی روی یخ، و سرمربی (فوتبال) اهل سوئد بود.
از باشگاه‌هایی که در آن بازی کرده‌است می‌توان به باشگاه فوتبال دیورگاردن اشاره کرد.